# Masaya (volcan)
Pour l’article homonyme, voir Masaya.
Le Masaya (espagnol : volcán Masaya) est un volcan situé à 8 km à vol d'oiseau de la ville de Masaya dans le département du même nom et à seulement 25 km au sud de Managua la capitale du Nicaragua, les deux agglomérations les plus peuplées du pays avec respectivement 230 000 et 2,2 millions d'habitants.
C'est l'un des sept volcans actifs du pays, malgré la faible altitude de son dôme (moins de 600 m). Sa dernière activité notable date de janvier 2016. D'après l'INETER (Instituto Nicareguense de Estudios Territoriales) qui surveille ce complexe et tous les autres volcans du Nicaragua, la population alentour représente approximativement 1 million d'habitants dans un rayon de 5 à 10 km, 2 millions jusqu'à 30 km et 3 millions jusqu'à 100 km.
Le volcan forme le centre du parc national du volcan Masaya et à ses pieds se trouve le lac volcanique du même nom. Le parc couvre une superficie de 54 km2 qui comprend les cinq cratères et compte plus de 20 km de sentiers, et une route carrossable permet même atteindre en voiture le parking près du cratère Santiago ; c'est l'un des rares volcans au monde où l'on peut accéder en voiture jusqu'au bord du cratère. Le parc a été créé par décret exécutif du 24 mai 1979.

## Géographie
Le volcan Masaya est un stratovolcan qui résulte - comme tous ceux du Nicaragua - de la subduction de la plaque de Cocos sous la plaque caraïbe. Le complexe Masaya est le successeur de l'énorme volcan bouclier pyroclastique du Pléistocène Las Sierras qui s'est effondré dans la caldeira à plusieurs reprises à la suite d'une série d'éruptions pliniennes au cours des 6 à 7 000 dernières années. Certaines parties de la caldeira sont remplies d'eau, dont le lac Masaya.
Le complexe Masaya est composé d'une caldeira de 6 × 11,5 km de large qui contient 13 évents, avec des parois abruptes pouvant atteindre 300 m de haut et d'un groupe de jeunes cônes à l'extrémité nord-ouest. Le lac de Masaya d'environ 900 ha occupe l'extrémité orientale de la caldeira.
D'ouest en est, les cinq cônes pyroclastiques dans la caldeira sont, du nord-ouest au sud-est, le San Pedro, le Nindiri, le Santiago, le San Juan et le Masaya proprement dit. Les éruptions historiques sont issues des cratères Nindini et Santiago, qui est encore le site de l'activité actuelle.
Contrairement aux stratovolcans qui caractérisent les zones de subduction, Masaya a une morphologie semblable à un bouclier et contrairement à la plupart des autres volcans des zones de subduction, ses éruptions émettent principalement de la lave basaltique fluide. À l'époque des conquistadors espagnols, il contenait encore un lac de lave actif. Leurs croyances et leur avidité les ont incités à faire des tentatives d'extraction de « l'or en fusion » du volcan.
La jeune activité du complexe de Masaya s'est produite à partir de plus d'une douzaine d'évents dans un système de fractures circulaire de quatre kilomètres de diamètre. Il a construit les volcans jumeaux de Nindirí et Santiago, la source des éruptions historiques, à l'extrémité sud du système de fracture.
C'est un volcan basaltique inhabituel car il a connu des éruptions explosives. La plupart de l'activité de ses évents consistaient en un épanchement de lave basaltique. Les éruptions pyroclastiques ont construit les trois cônes principaux : Masaya, Nindiri et Santiago. Santiago s'est formé en 1850-1853. Les projections et les  dépôts de scories indiquent des fontaines de lave à Masaya, c'est la seule occurrence connue de ce type d'éruption en Amérique centrale.

### Contexte géologique

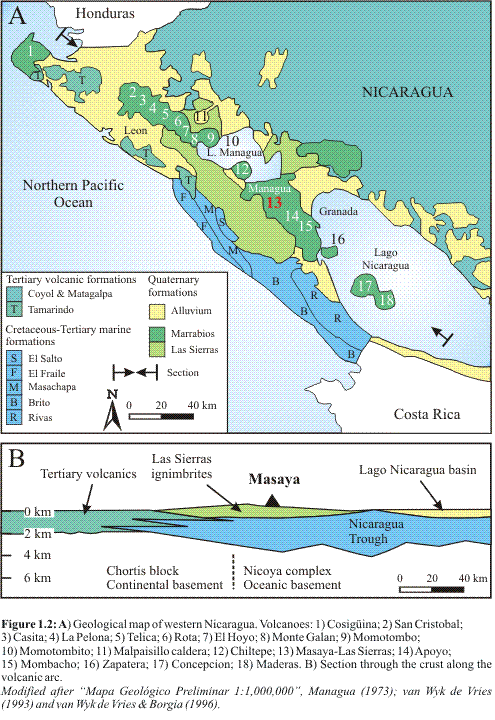
Carte géologique.

Le Masaya est l'un des 18 centres volcaniques distincts qui constituent la partie nicaraguayenne de l'arc volcanique d'Amérique centrale (CAVF). Formée par la subduction de la plaque de Cocos sous la plaque caraïbe. Le long de la tranchée mésoaméricaine, la CAVF s'étend du volcan Tacaná au Guatemala à Irazú au Costa Rica.
Dans l'Ouest du Nicaragua, la CAVF coupe la dépression nicaraguayenne du volcan Cosigüina au nord-ouest au volcan Maderas dans le lac Nicaragua. Les hautes terres intérieures au nord-est constituent la majeure partie du Nicaragua.
Le Nicaragua occidental est constitué de quatre provinces géologiques principales parallèles à la tranchée mésoaméricaine :
1. La suture ophiolitique du Crétacé : une suture ophiolitique se trouve dans le complexe de Nicoya, qui est composé de grauwackes, de laves en coussins tholéiitiques et d'agglomérats basaltiques. Il est pénétré par des roches gabbroïques, diabasiques et dioritiques.
2. Les bassins tertiaires : le bassin du Crétacé-Tertiaire est constitué de cinq formations d'origine principalement marine. Les formations Rivas et Brito sont soulevées au sud-est et sont recouvertes au nord-ouest par une séquence marine proche du rivage légèrement inclinée, la formation El Fraile. Celle-ci passe à son tour au nord dans la formation non déformée de Tamarindo, une séquence de sédiments marins, lacustres et terrestres peu profonds entrecoupés d'ignimbrites.
3. Les volcanismes tertiaires : au nord-est de la dépression nicaraguayenne, les formations de El Coyol et Matagalpa, qui s'étendent du Honduras au Costa Rica, présentent encore des traces de certains centres volcaniques, que l'on peut distinguer comme des formes de terrain constructives.
4. La chaîne volcanique active du Quaternaire : les roches volcaniques du Quaternaire se trouvent principalement dans la dépression du Nicaragua et forment deux grands groupes, les formations de Marrabios et des Sierras :
  - la cordillère des Maribios qui commence au nord-ouest avec le volcan Cosigüina et se poursuit au sud-est avec San Cristóbal, Casita, Pelona, Telica et Rota. Les volcans Hoyo, Monte Galan, Momotombo et Momotombito sont construits sur des dépôts d'ignimbrite provenant de la caldeira Malpaisillo toute proche ;
  - au sud-est du lac de Managua se trouvent l'Apoyeque (Chiltepe), l'alignement de Nejapa, Masaya, Apoyo et Mombacho qui recouvrent les ignimbrites des Sierras, qui ont fait éruption de la caldeira des Sierras entourant le volcan Masaya.
  - plus au sud, dans le lac Nicaragua (ou lac Cocibolca), les volcans Zapatera, Concepción et Maderas marquent la fin de la section nicaraguayenne de la CAVF.

Le volcan Masaya est un complexe composé d'un ensemble emboîté de caldeiras et de cratères, dont le plus grand est le volcan-bouclier et la caldeira Las Sierras. À l'intérieur de cette caldeira se trouve un sous-évent, qui est le volcan Masaya stricto-sensu. L'évent est un type de bouclier composé de laves basaltiques et de téphras et comprend un cratère au sommet. Celui-ci abrite la caldeira Masaya, formée il y a 2 500 ans par une éruption d'ignimbrite basaltique de 8 km3. 
À l'intérieur de cette caldeira, un nouveau complexe basaltique s'est développé à partir d'éruptions principalement sur un ensemble semi-circulaire d'évents qui comprennent les cônes Masaya et Nindiri. Ces derniers abritent les cratères de fosse de Masaya, Santiago, Nindiri et San Pedro. Les observations faites dans les parois des cratères de mine[Quoi ?] indiquent qu'il y a eu plusieurs épisodes de formation de cônes et de cratères de mine[Quoi ?].

## Histoire

### Histoire éruptive

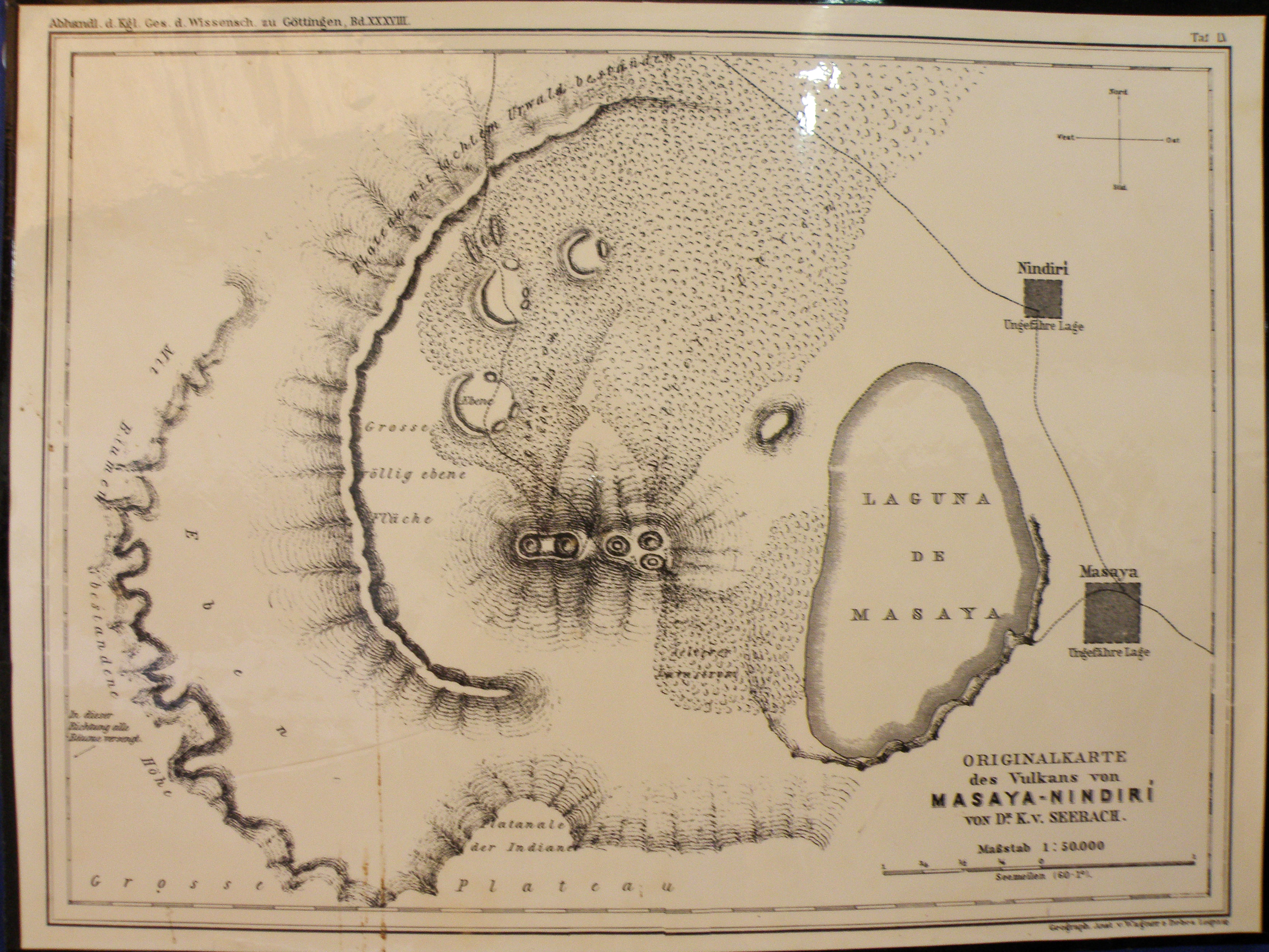
Carte allemande du complexe volcanique de Masaya - Nicaragua.

Des dépôts de téphras basaltiques se sont produits lors d'une éruption plinienne majeure il y a environ 6 500 ans. Cette éruption a été l'une des plus importantes sur Terre au cours des 10 000 dernières années. Les coulées de lave historiques couvrent une grande partie du sol de la caldeira et ont confiné un lac à l'extrémité extrême orientale de la caldeira.
Masaya est le volcan le plus actif de la région. Les Espagnols ont décrit le volcan pour la première fois en 1524. Depuis lors, Masaya est entré en éruption au moins 19 fois. Le sol du volcan Masaya est principalement recouvert de laves avec une végétation pauvre, indiquant que de nouvelles coulées se sont superposées au cours des 1 000 dernières années, bien que seulement deux coulées de lave soient descendues depuis le XVIe siècle. La première, en 1670, était un débordement du cratère du Nindiri, qui abritait à l'époque un lac de lave d'un kilomètre de large. La seconde est celle de 1772 où la lave n'est apparue à la surface que dans le cratère de Santiago.
En 1852, se forme le cratère Santiago, qui émet toujours des gaz et le San Pedro, actuellement éteint. La lave serait apparue dans le Nindiri.
En 1902, le Santiago s'est élargi et a donné naissance au vaste cratère de 500 m de diamètre et 300 m de profondeur, qui existe aujourd'hui. Pendant la saison des pluies, il est courant que la pluie s'infiltre dans le volcan, ce qui provoque l'émission de grandes quantités de vapeurs acides. 
De 1965 à 1979, Masaya contenait un lac de lave actif.
Parfois, le Masaya émet de grandes quantités de dioxyde de soufre gazeux. En 1981, du dioxyde de soufre a été libéré du cratère de Santiago à raison de 500 000 t par an. Trois périodes d'activité gazière similaire se sont produites au cours de ce siècle. Les volcanologues ont étudié ces événements pour mieux comprendre l'impact des pluies acides sur les plantations de café et les potentiels problèmes de santé publique.
Bien que l'activité récente de Masaya ait été largement dominée par le dégazage continu d'un cratère parfois rempli de lave, un certain nombre d'événements explosifs discrets se sont produits au cours des 50 dernières années :
- en 1965, le complexe a connu son dernier acte éruptif important avec de puissantes explosions et de grands glissements de terrain dans ses environs ;
- le 22 novembre 1999, le volcan Masaya semble avoir commencé un nouvel événement éruptif, confirmé par des données satellitaires, et un point chaud est apparu sur l'imagerie transmise par satellite ;
- le 23 avril 2001, le cratère Santiago du volcan Masaya explose et un nouvel évent se forme au fond du cratère. L'explosion expulse des roches d'un diamètre allant jusqu'à 60 cm jusqu'à 500 m du cratère. Des véhicules de visiteurs sur le parking sont endommagés et une personne est blessée. Dans les phases ultérieures de l'explosion, de petites quantités de lave et de cendres sont libérées. Pendant la nuit, il y a eu plusieurs petites explosions, des émissions de gaz et des effondrements mineurs de la paroi du cratère. Le parc national du volcan Masaya est fermé temporairement à la visite ;
- le 4 octobre 2003, une éruption émet un nuage principalement composé de gaz et de vapeur dont le panache atteint une hauteur d'environ 4,6 km ;
- depuis 2008, les émissions gazeuses sont mesurées par un système d'analyse des gaz à composants multiples, qui détecte les variations du dégazage prééruptif des magmas, améliorant ainsi la prévision de l'activité volcanique[7] ;
- en avril 2012, le cratère Santiago a émis des matériaux incandescents qui ont provoqué un incendie sur une superficie de 1,5 hectare et entraîné la fermeture du parc national.

### Histoire humaine
Le volcan était vénéré par les habitants de la région bien avant l'arrivée des Européens. Certains caciques locaux affirmèrent aux conquistadors qu'ils descendaient régulièrement au fond du cratère par un chemin - détruit depuis - pour y consulter une sorcière, « vieille femme nue avec laquelle ils tenait un conseil secret ». Les Européens décrivirent des tas de pots et des écuelles utilisés pour apporter des mets à la vieille femme.
Les Espagnols ont décrit le volcan pour la première fois en 1524 et  l'ont appelé « bouche de l'enfer ». Au XVIe siècle ils ont érigé une croix pour empêcher le diable de sortir de son repaire par cette voie. Située au bord d'un des cratères, c'est la soi-disant Cruz de Bobadilla en l'honneur du missionnaire Francisco de Bobadilla, « provincial de l'ordre de la Merci ».

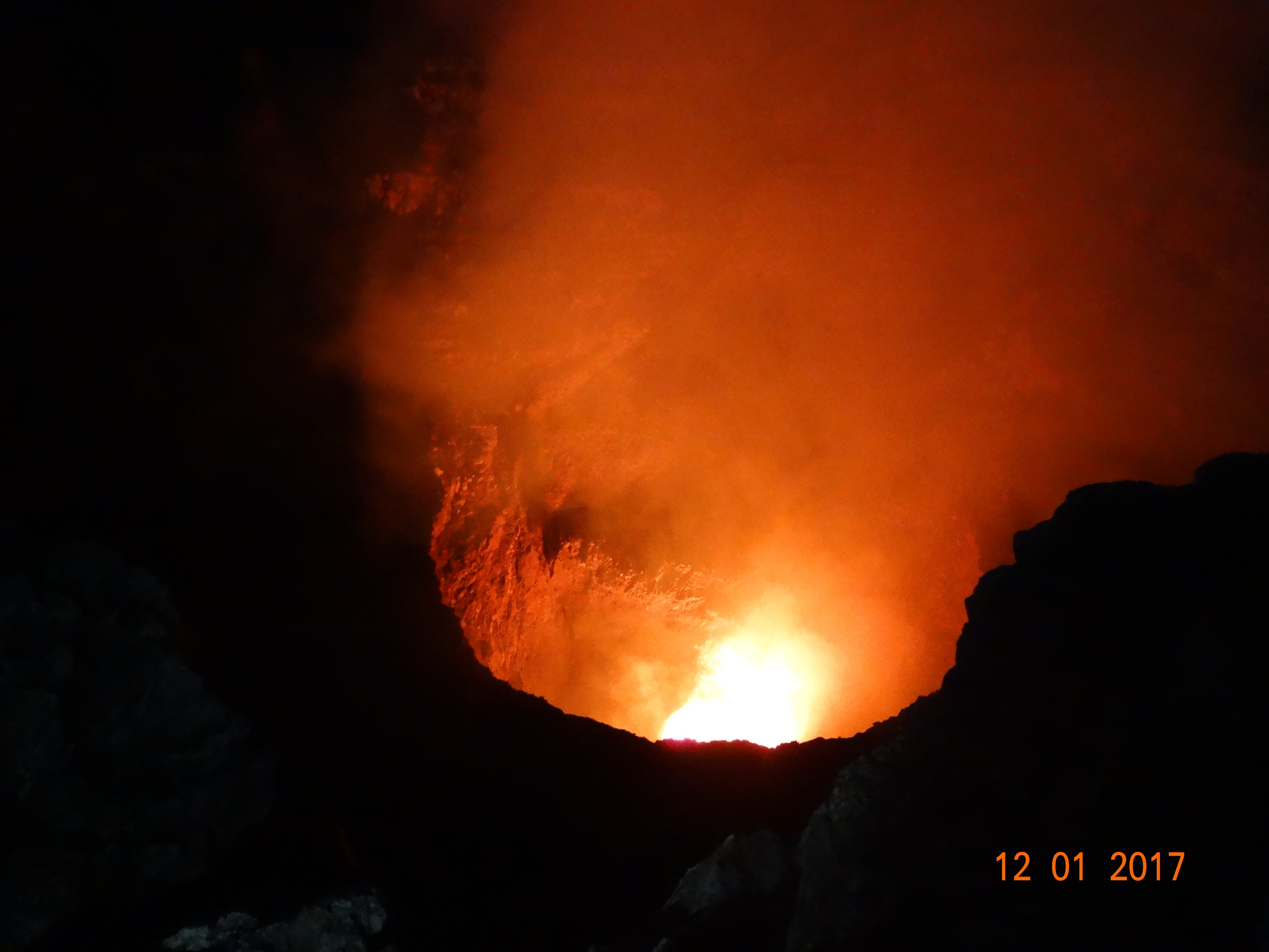
Le cratère Santiago.

Gonzalo Fernández de Oviedo, chroniqueur général des Indes, a étudié le volcan en 1529 en laissant les premières références écrites, puis en 1538 c'est le frère Blas del Castillo qui a mené des études et des recherches. Ces fouilles ont été menées en descendant dans le cratère à l'aide de cordes et de palans - mais en vain - à la recherche de l'« or volcanique »,. Après une première ascension le  12 juin 1537 jusqu'au sommet, Blas assure que :

« aucun de ceux qui y sont parvenus ne saurait dire quelle est la matière qui brûle au fond de l'abîme. Les uns disent que c'est de l'or, d'autre que c'est de l'argent, du cuivre, du fer, du soufre ou de l'eau. Il y en a qui prétendent que c'est un soupirail de l'enfer. »

Le 20 mars 1772, le Masaya a explosé et déversé par une fissure dans l'un des flancs du cône une telle quantité de lave que la coulée a menacé la ville homonyme d'une destruction complète atteignant la zone connue appelée Piedra Quemada. Pour éviter la catastrophe prévisible, les habitants ont mené l'image de la Vierge de l'Assomption en procession au bord du lac de Masaya (située entre la ville et le volcan). Selon des déclarations de témoins oculaires, la coulée menaçante a alors bifurqué vers l'endroit connu aujourd'hui sous le nom d'El Portillo en évitant d'atteindre la ville. La lave a également menacé la ville de Nindirí dont les habitants ont également fait apparaître en procession l'image du Seigneur des Miracles. La tradition veut qu'un ongle s'étant détaché de la main droite du Christ, la progression de la lave s'est alors miraculeusement arrêtée et que l'éruption s'est calmée.
Le 23 mai 1979, alors que le dictateur Anastasio Somoza Debayle était président de la République (en pleine guerre civile entre la Garde nationale et le Front sandiniste de libération nationale, FSLN), par le décret exécutif no 79 du 23 mai de la même année et publié dans La Gaceta Diario Oficial no 114 du lendemain, 24 mai, le complexe du Masaya est devenu le premier parc national du Nicaragua, recevant le nom de parc national du volcan Masaya.

Aspects du volcan Masaya.
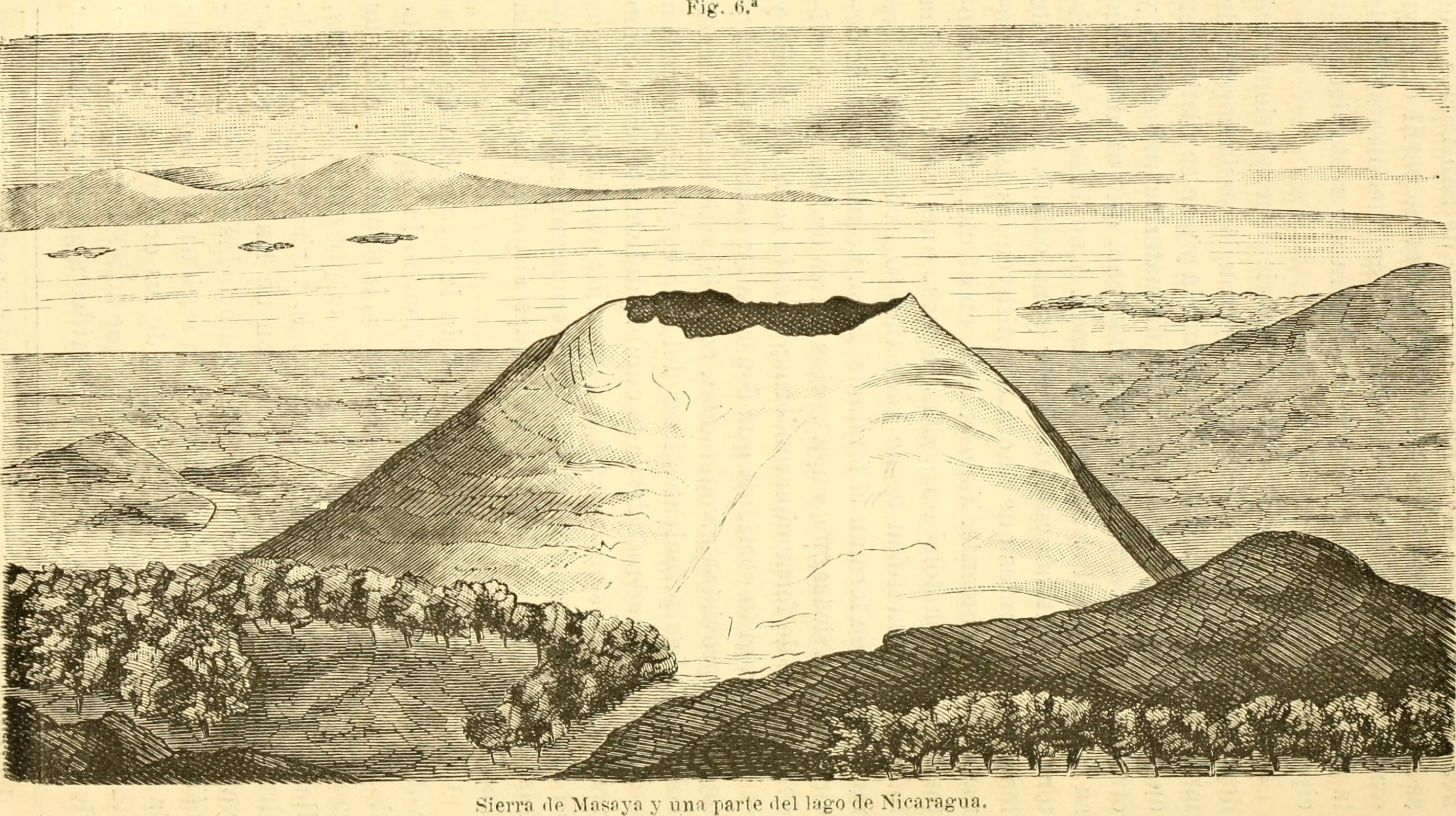
« Sierra de Masaya et une partie du lac Nicaragua », illustration de 1882 (Anales de la Sociedad Española de Historia Natural).
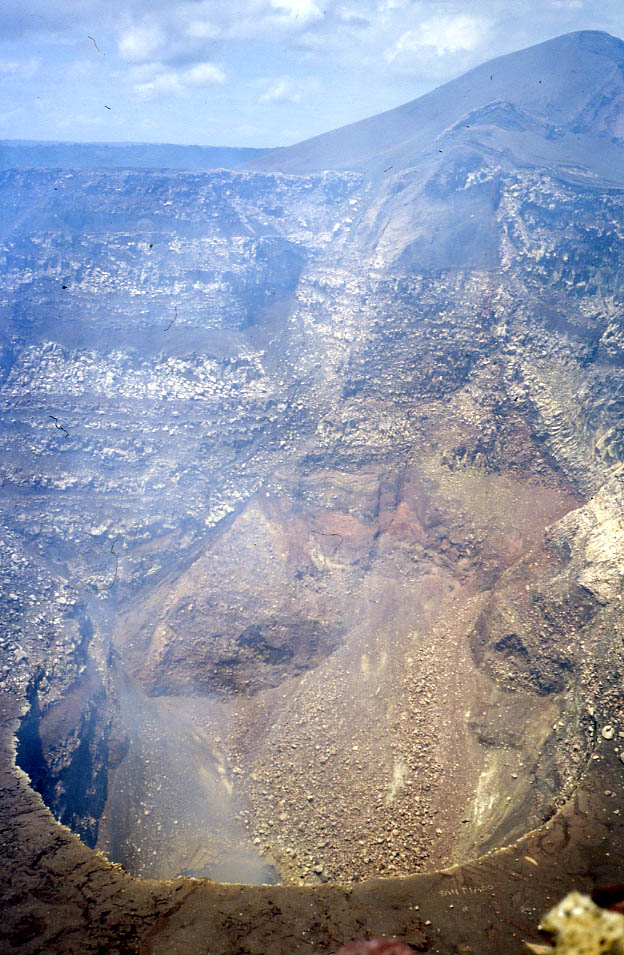
Le cratère Santiago.
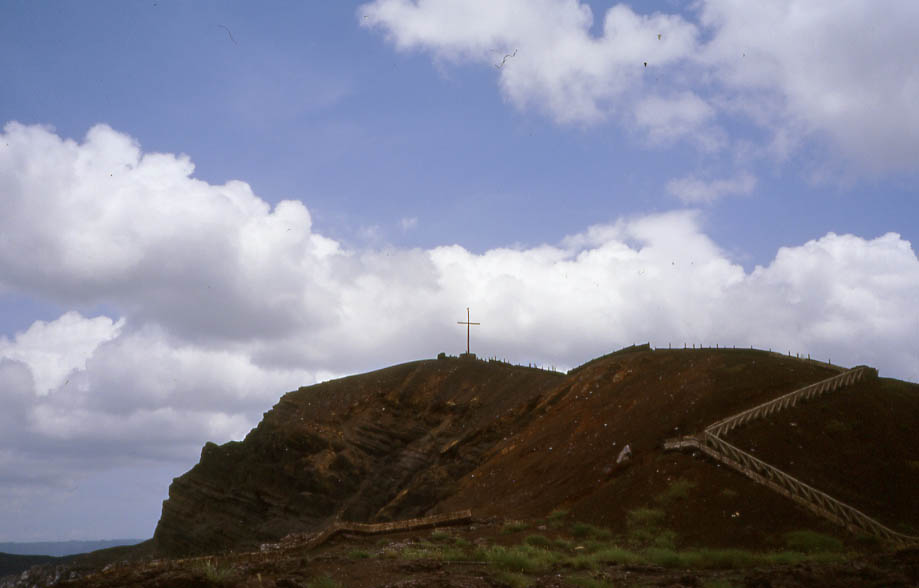
Croix de Francisco de Bobadilla.

## Protection environnementale

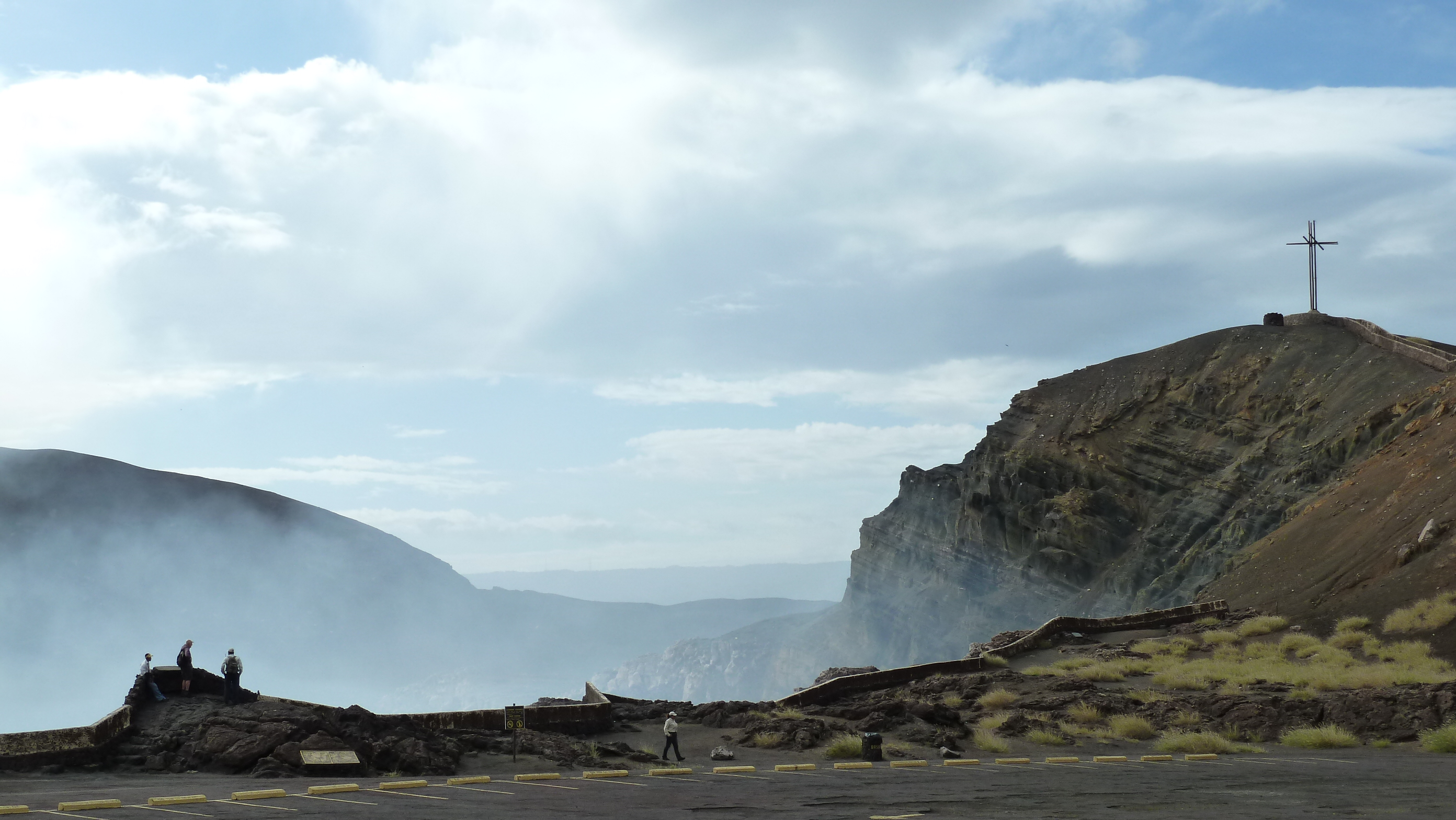
Le très accessible cratère du volcan Masaya.

Chaque jour, le parc ouvre ses portes pour la visite de 9 h à 16 h 45. L'entrée du parc se trouve sur la route no 4 entre les villages de Nindiri et de Buena Vista. Après 1,5 km sur la route 222 on arrive au musée du volcanisme, puis il faut encore parcourir 4 km pour accéder au parking à travers une végétation tropicale sèche adaptée au sol recouvert de terre et de pierres volcaniques et sa faune de coyotes, de mouffettes, de ratons laveurs, d'opossums, d'iguanes, de cerfs et de singes.
Le parc, avec sa superficie de 54 km2, englobe les deux volcans actifs, cinq cratères et le lac Masaya, ainsi que des collines étagées entre 100 et 630 mètres d'altitude. Dans le parc se trouve un tunnel de lave formé par des coulées ; on peut y trouver des chauves-souris, pénétrer à l'intérieur et observer la lave incandescente dans la sombre bouche du cratère du volcan.
On peut accéder en voiture jusqu'au bord du cratère et voir les fumerolles qui en émanent. L'impressionnante visite nocturne du cratère (de 17 h à 20 h) est l'une des attractions touristiques les plus populaires du pays.
Sur le site un musée volcanologique très remarquable et complet permet de bien comprendre cet espace naturel.

## Dans la culture
En 2014, un épisode de La Isla, El Reality, la version mexicaine de la célèbre émission de téléréalité Survivor (qui a inspiré en France Koh-Lanta), y a été tourné.